# Transtorno do déficit de natureza

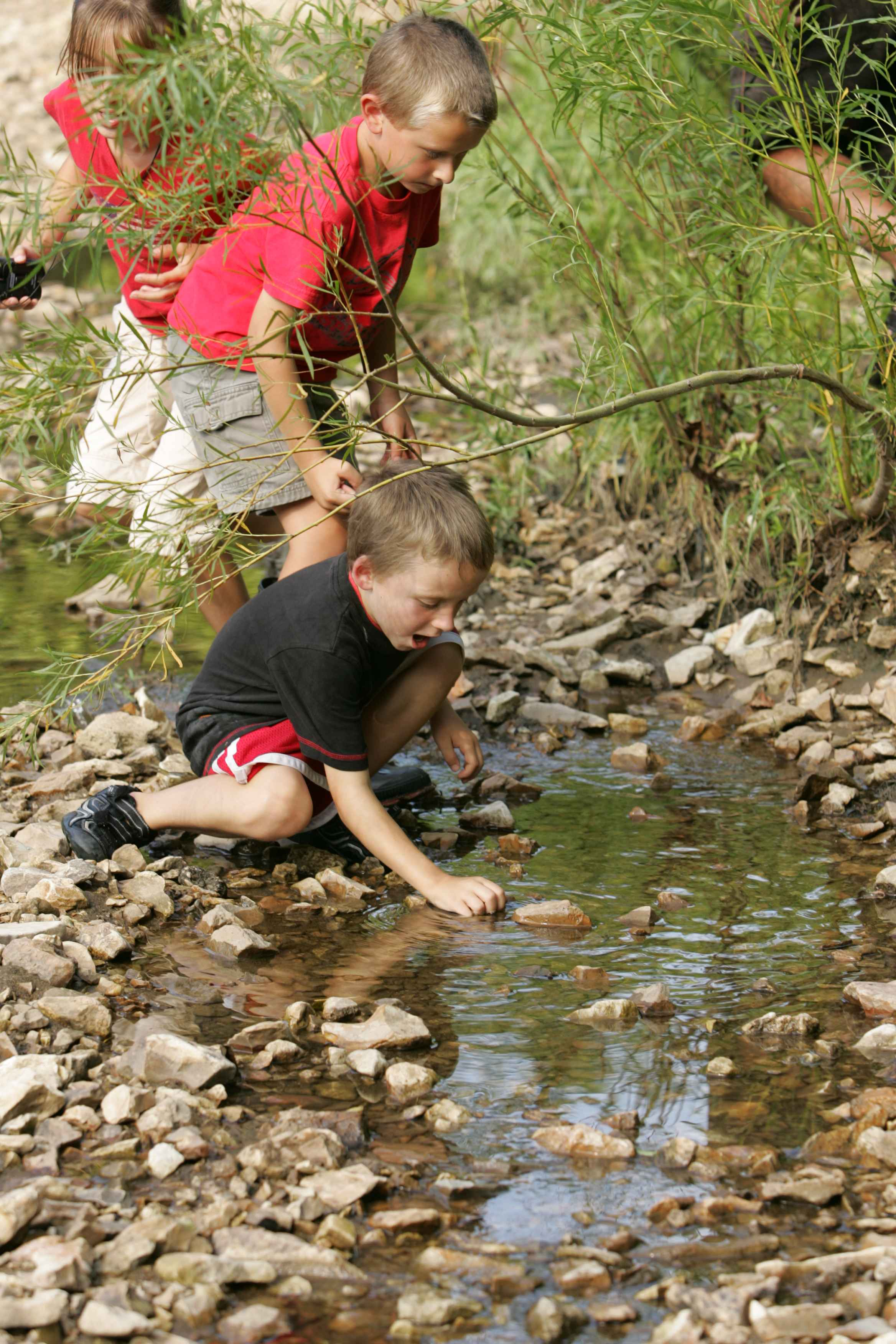
Crianças brincando em um córrego.

Transtorno do Déficit de Natureza (do inglês Nature deficit disorder) é a ideia de que os seres humanos, especialmente as crianças, estão passando menos tempo ao ar livre, e a crença de que essa mudança resulta em uma ampla gama de problemas físicos e comportamentais derivados de uma vida desconectada do mundo natural. Esse transtorno não é reconhecido em nenhum dos manuais médicos para transtornos mentais, como a CID-10 ou o DSM-5.
O termo foi cunhado em 2005 por Richard Louv no livro "Last Child in the Woods: Saving Our Children From Nature-Deficit" (em portugues, A Última Criança na Natureza: Salvando nossas crianças do Transtorno do Déficit de Natureza), que credita as causas deste transtorno ao medos dos pais, acesso restrito a áreas naturais e a atração de dispositivos eletrônicos, que dificultam a criança brincar ao ar livre e a ter contato com a natureza. Por conta desse livro, Louv foi agraciado com uma Medalha Audubon "por soar o alarme sobre a saúde e os custos sociais do isolamento das crianças do mundo natural — e por desencadear um movimento crescente para remediar o problema".
A ideia tem sido criticada como um diagnóstico errado que obscurece e maltrata os problemas raiz de como e por que as crianças não passam tempo suficiente ao ar livre e na natureza.

## Efeitos
O não conhecimento e a não experiência de ritmos e fenômenos naturais, bem como as consequências dessa alienação, especialmente para crianças e adolescentes e seu desenvolvimento, revela-se em uma alienação das coisas como elas são. Por exemplo, na década de 1990, em uma competição de desenho, 30% das 40.000 crianças participantes da Baviera pintaram uma vaca modelada na cor roxa. Além disso, em um outro estudo, 7% das crianças pesquisadas em 1997 acreditavam que os patos eram amarelos, contra 11% em 2003.